# Le Foulard bleu
Pour plus de détails, voir Fiche technique et Distribution.
Le Foulard bleu (en persan : روسری آبی, Rossari Abi) est un film iranien, réalisé par Rakhshan Bani-Etemad en 1995.

## Synopsis
Rassoul Rahmani est propriétaire d’une ferme de tomates qui produit des sauces et pâtes de tomates. Veuf depuis quelques années, il vit seul. Nobar Kardani est une femme vivant seule qui travaille dur pour gagner sa vie et celle de sa famille. Elle travaille avec quelques autres femmes à la ferme... 

## Distribution
- Ezzatollah Entezami: Rassoul Rahmani
- Fatemeh Motamed-Arya: Nobar Kardani
- Golab Adineh
- Afsar Assadi
- Baran Kosari
- Nadia Deldar Golchin
- Mehnaz Jafari
- Mehri Mehrnia
- Neyereh Farahani
- Reza Fiazi
- Farhad Aslani
- Nemat Gorji
- Ebrahim Eftekhari
- Sedigheh Golshani
- Abass Mohebi
- Mohsen Bonakdar
- Mansour Ilkhani

## Lauréats
- 1995: Jaguar de bronze du meilleur film à Fariborz Pourmand et Majid Modaressi au Festival du film de Locarno.
- 1995: Lauréat du meilleur film à Fariborz Pourmand et Majid Modaressi au Festival du film de Thessalonique, de la Grèce, pour: Trésors du cinéma iranien.
- 1995: Simorgh de cristal du meilleur scénario à Rakhshan Bani-Etemad, au 13e Festival du Film Fajr.
- 1995: Simorgh de cristal de la meilleure actrice du second rôle à Golab Adineh au 13e Festival du Film Fajr.